# Distrito de Kyffhäuser
El Distrito de Kyffhäuser (en alemán: Kyffhäuserkreis) es un distrito del estado de Turingia (Alemania). Tiene una población estimada, a fines de 2021, de 72 964 habitantes.
Los distritos vecinos son: al norte el distrito de Nordhausen y el distrito de Mansfeld-Südharz, del estado de Sajonia-Anhalt; al este, el distrito de Saale y el distrito de Burgenland, en los dos casos también pertenecientes al estado de Sajonia-Anhalt; al sur, el distrito de Sömmerda y el distrito de Unstrut-Hainich; y al oeste, el distrito de Eichsfeld. 

### Aeropuertos
- Aeropuerto de Erfurt (cerca de 56 km desde Sondershausen)
- Aeropuerto de Leipzig/Halle (cerca de 82 km desde Artern)

## Composición del distrito
(Habitantes a 31 de diciembre de 2017)

### Municipios no mancomunados
1. Bad Frankenhausen/Kyffhäuser, ciudad (10 299)
2. Helbedündorf (2301)
3. Kyffhäuserland (3860)
4. Roßleben-Wiehe, ciudad (7708)
5. Sondershausen, ciudad (21 768)

### Municipios mancomunados en otros
1. An der Schmücke, ciudad (6157), municipio que hace funciones de mancomunidad para
  1. Etzleben (262)
  2. Oberheldrungen (805)
2. Artern, ciudad (6831), municipio que hace funciones de mancomunidad para
  1. Borxleben (279)
  2. Gehofen (615)
  3. Kalbsrieth (638)
  4. Mönchpfiffel-Nikolausrieth (310)
  5. Reinsdorf (730)
3. Ebeleben, ciudad (2609), municipio que hace funciones de mancomunidad para
  1. Abtsbessingen (468)
  2. Bellstedt (158)
  3. Freienbessingen (228)
  4. Holzsußra (266)
  5. Rockstedt (210)
  6. Thüringenhausen (111)
  7. Wolferschwenda (140)

### Municipios enVerwaltungsgemeinschaften
- 1. Verwaltungsgemeinschaft Greußen (9065)

1. Clingen, ciudad (1051)
2. Greußen, ciudad sede de la mancomunidad (3557)
3. Großenehrich, ciudad (2356)
4. Niederbösa (127)
5. Oberbösa (344)
6. Topfstedt (565)
7. Trebra (299)
8. Wasserthaleben (398)
9. Westgreußen (368)

## Demografía
Evolución demográfica desde 1994:
| - 1994: 98 785 - 1995: 98 144 - 1996: 97 499 - 1997: 96 749 - 1998: 96 135 - 1999: 95 290 | - 2000: 94 343 - 2001: 92 983 - 2002: 91 940 - 2003: 90 758 - 2004: 89 517 - 2005: 88 307 | - 2006: 87 058 - 2007: 85 362 - 2008: 83 835 - 2009: 82 650 - 2010: 81 449 - 2011: 80 471 | - 2012: 78 618 - 2013: 77 656 - 2014: 77 148 - 2015: 77 110 - 2016: 76 685 - 2017: 75 818 |